# لیوشاهه
لیوشاه (به لاتین: Liushahe) یک شهرک در جمهوری خلق چین است که در Ningxiang City واقع شده‌است. لیوشاه ۱۴۰٫۵۷ کیلومتر مربع مساحت و ۶۹٬۰۰۰ نفر جمعیت دارد.